# Grande Deusa de Teotihuacan

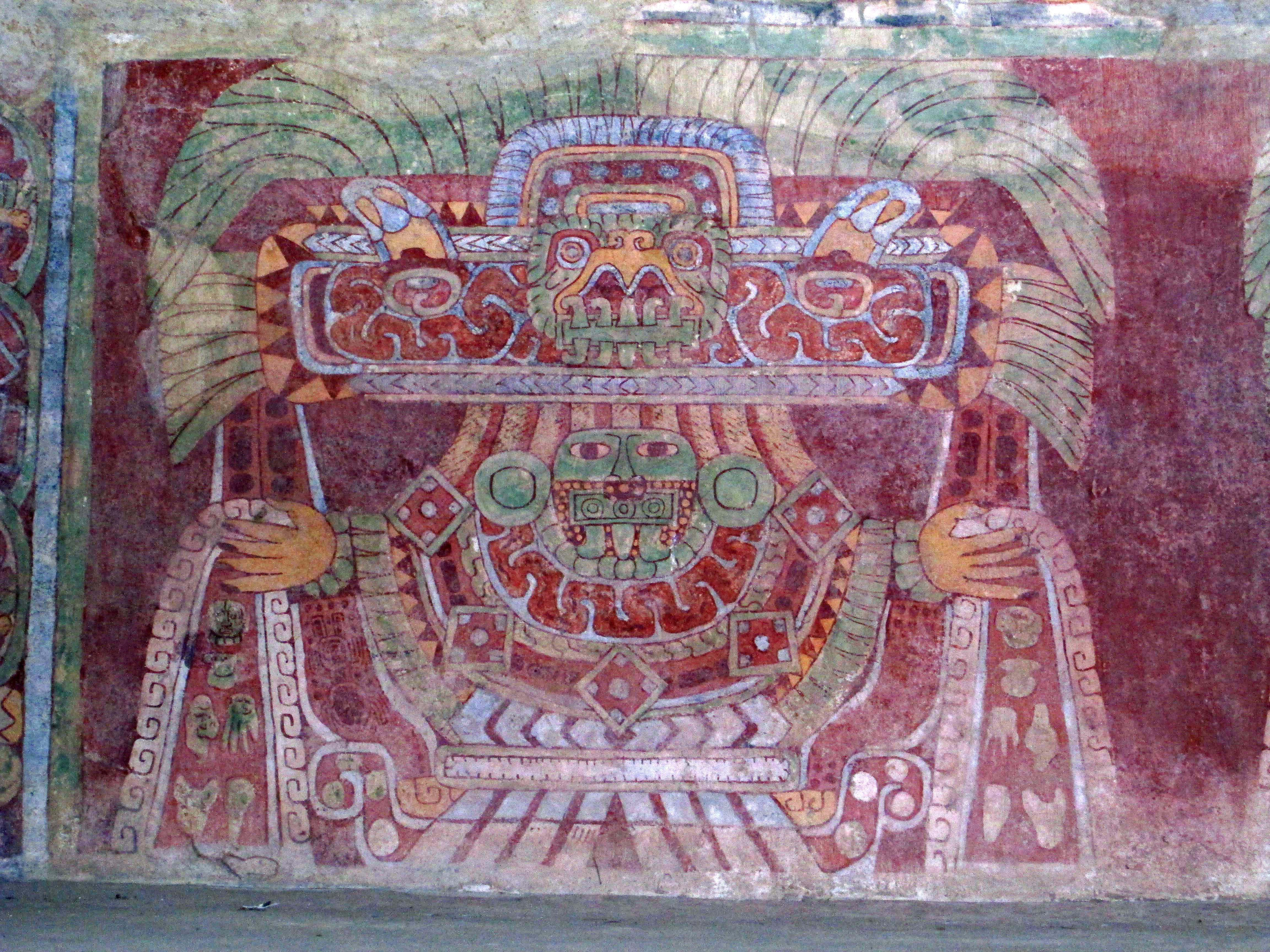
Mural real do complexo de Tetitla mostrando um retrato semelhante.

A Grande Deusa de Teotihuacan (ou Mulher Aranha de Teotihuacan) é uma divindade proposta da civilização pré-colombiana de Teotihuacan (c. 100 a.C.–700), no que hoje é o México. Ainda fruto de especulações, os significados de suas representações e seu gênero são incertos.

## Descoberta e interpretação
Nos anos que antecederam 1942, uma série de murais foram encontrados no complexo de Tepantitla, em Teotihuacan. O complexo de Tepantitla forneceu alojamento para o que parecem ter sido cidadãos de alto status e suas paredes (assim como grande parte de Teotihuacan) são adornadas com afrescos pintados em cores vivas. As maiores figuras nos murais representavam divindades ou seres sobrenaturais complexos e ornamentados. Em 1942, o arqueólogo Alfonso Caso identificou estas figuras centrais como um equivalente em Teotihuacan de Tlaloc, o deus mesoamericano da chuva e da guerra. Esta foi a visão consensual durante cerca de 30 anos.
Em 1962, porém, contra a tendência de se atribuir todas imagens divinas teotihuacanas ao deus da tempestade, George Kubler propôs que a figura central seria na verdade uma deusa, devido às suas vestes e à iconografia de fértil abundância.
Depois, Esther Pasztory, ao mesmo tempo que Peter Furst, afirmou a figura como feminina. Em 1974, Furst sugeriu que os murais mostrassem uma divindade feminina. A análise dos murais baseou-se em uma série de fatores, incluindo o gênero das figuras acompanhantes, o pássaro verde no cocar e as aranhas vistas acima da figura. Pasztory, na sua dissertação de 1976, inicialmente sugerira que a divindade portava caracteres ambíguos, como de bem e mal, juventude e velhice, e que era tanto masculina quanto feminina; porém ela descartou essa ideia em 1983, quando terminou por concluir que as figuras representavam uma deusa da vegetação e da fertilidade que foi antecessora da muito posterior deusa asteca Xochiquetzal. Foi essa pesquisadora quem propôs o nome "Grande Deusa", que ganhou popularidade. Em 1983, Karl Taube inseriu-a dentro dos mitos da "Mulher Aranha" mesoamericanos e do sudoeste norteamericano, chamando-a "Mulher Aranha de Teotihuacán".
Desde então, a Grande Deusa foi identificada em outros locais de Teotihuacan além de Tepantitla – incluindo o complexo de Tetitla (foto abaixo), o Palácio dos Jaguares e o Templo da Agricultura – bem como em arte portátil, incluindo vasos e até mesmo na parte de trás de um espelho de pirita. Acredita-se que a estátua em bloco de 3 metros de altura (foto abaixo) que anteriormente ficava perto da base da Pirâmide da Lua representa a Grande Deusa, apesar da ausência do cocar de pássaro ou da narigueira com presas.
Esther Pasztory especula que a Grande Deusa, como figura materna distante e ambivalente, foi capaz de fornecer uma estrutura unificadora para Teotihuacán que transcendia as divisões dentro da cidade.

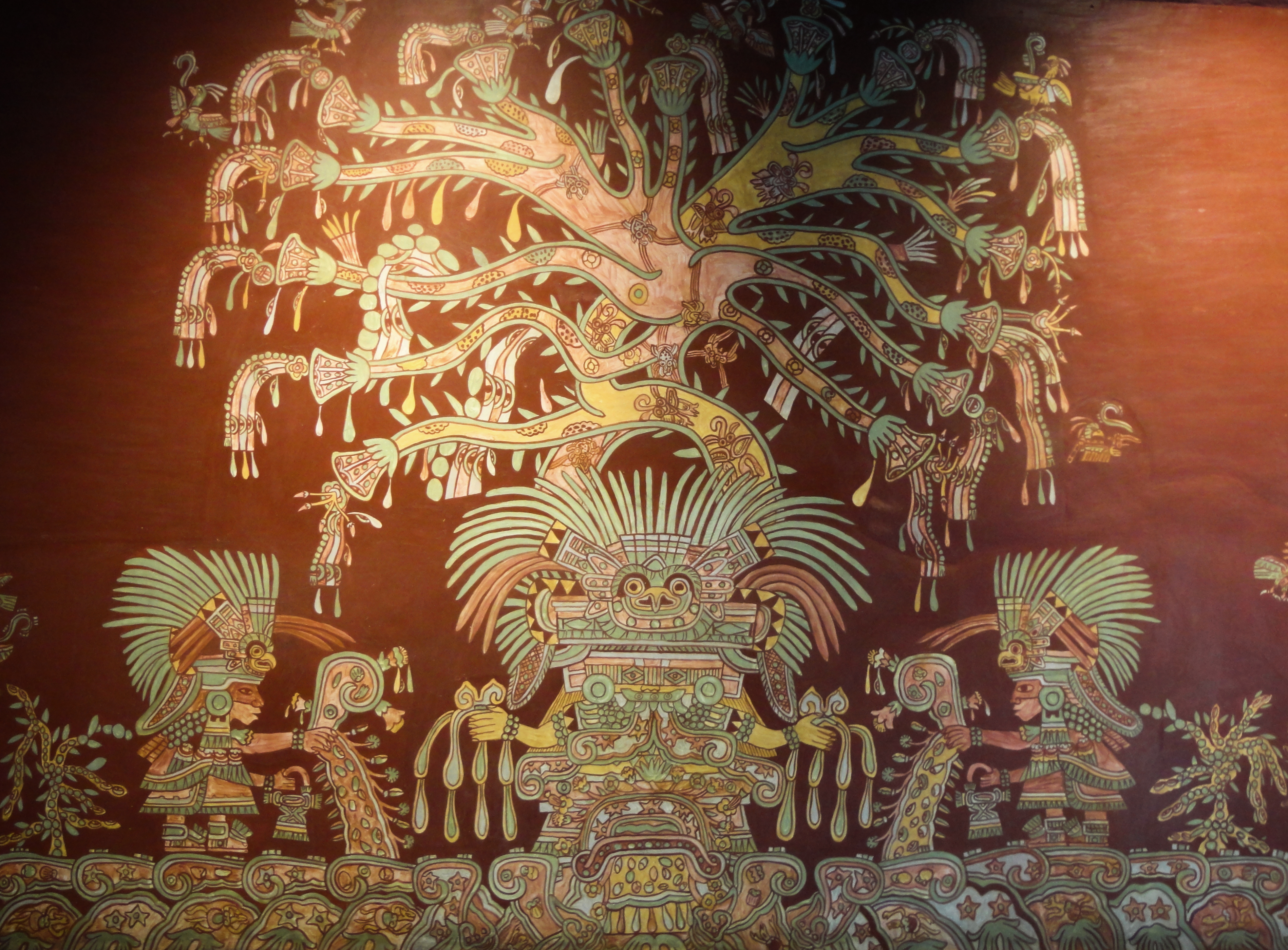
Mural do complexo de Tepantitla (c. século V) mostrando o que foi identificado como um aspecto da Grande Deusa de Teotihuacan, a partir de uma reprodução no Museu Nacional de Antropologia da Cidade do México.

### Depois de Teotihuacán
A Grande Deusa é aparentemente peculiar a Teotihuacán e não aparece fora da cidade, exceto onde os teotihuacanos se estabeleceram. Há muito poucos vestígios da Grande Deusa na cultura tolteca posterior do Vale do México, embora uma imagem da deusa da terra tenha sido identificada na Estela 1, de Xochicalco, contemporânea. Embora a deusa asteca Chalchiuhtlicue tenha sido identificada como sucessora da Grande Deusa de Teotihuacan, a arqueóloga Janet Catherine Berlo sugeriu que pelo menos o aspecto guerreiro da Deusa foi assumido pelo deus protetor dos astecas – e deus da guerra – Huītzilōpōchtli. A arrancada deste aspecto da Grande Deusa teria sido relembrada no mito Huitzilopochtli, que matou sua irmã Coyolxauhqui logo após seu nascimento.
Berlo também vê ecos da Grande Deusa na veneração da Virgem de Guadalupe.

## Representação
As características que definem a divindade são um cocar de pássaro e um pingente de nariz com presas descendentes. Nos murais de Tepantitla e Tetitla, por exemplo, ela usa um cocar com moldura que inclui o rosto de um pássaro verde, geralmente identificado como uma coruja ou quetzal, e uma narigueira retangular adornada com três círculos abaixo dos quais pendem três ou cinco presas. As presas externas se curvam para longe do centro, enquanto a presa do meio aponta para baixo. Ela também é sempre vista com joias como colares de contas e brincos que eram comumente usados pelas mulheres de Teotihuacan. Seu rosto é sempre mostrado de frente, mascarado ou parcialmente coberto, e suas mãos nos murais são sempre mostradas estendidas entregando água, sementes e tesouros de jade.
Outras características definidoras incluem as cores vermelho e amarelo.
Na representação do complexo de Tepantitla, a divindade aparece com vegetação crescendo em sua cabeça, talvez videiras alucinógenas de ipomeia ou a árvore do mundo. Aranhas e borboletas aparecem na vegetação e a água escorre de seus galhos e escorre das mãos da divindade. A água também flui da parte inferior do corpo. Estas muitas representações da água levaram Caso a declarar que esta era uma representação do deus da chuva, Tlaloc.
Há uma abertura abaixo da deusa que foi interpretada de diversas maneiras: identificada desde como um lábio superior do Deus da Tempestade, até a uma caverna ou uma vagina. Levou a interpretações femininas, sugestivo de um útero no conjunto, porém isso também não se tem certeza, devido ao seu posicionamento e formato.
Abaixo desta representação, separada dela por duas serpentes entrelaçadas e um talud-tablero, há uma cena que mostra dezenas de pequenas figuras humanas, geralmente vestindo apenas uma tanga e muitas vezes mostrando uma voluta de fala. Várias dessas figuras estão nadando nos rios entrecruzados que fluem de uma montanha na parte inferior da cena. Caso interpretou esta cena como o reino da vida após a morte de Tlaloc, embora esta interpretação também tenha sido contestada, mais recentemente por María Teresa Uriarte, que fornece uma interpretação mais corriqueira: que "este mural representa Teotihuacan como [a] cidade civilizada prototípica associada ao início do tempo e do calendário".
Já Grace T. Roy considera que o mural faz referência a um paraíso floral, com flores, uma árvore cósmica e borboletas e beija-flores voando, ambos os quais indicam um pós-morte para guerreiros; as aranhas também podem se associar a um motivo mítico que indicava que mulheres que morriam no parto eram guerreiras; o jogo de bola também remeteria às vítimas guerreiras sacrificadas. Peixes nadando abaixo junto com humanos podem representar um mito sobre o ciclo de nascimento e morte, e, em um canto, uma vítima sacrificial tem seu sangue jorrando pelo rio.
Alguns humanos se apresentam com o motivo iconográfico de "dar as mãos", que encontra outros paralelos mesoamericanos em rituais de fertilidade. A cor vermelha de fundo é sugestiva do autossacrifício, em que se realiza a sangria, e o sangue pode indicar também um atributo masculino, associado por exemplo ao ato de espetar o pênis em ritual para a produção do milho. Isso também pode estar sendo sugerido por figuras que fazem jorrar líquido de suas mãos. Pelo menos entre os maias próximos, com os quais Teotihuacan estabelecia próximo contato, a maioria dos praticantes de rituais de fertilidade eram homens. A figura divina não identificada, com as mãos concedendo líquido com sementes, pode estar indicando uma oferenda de pulque, sangue ou sêmen.

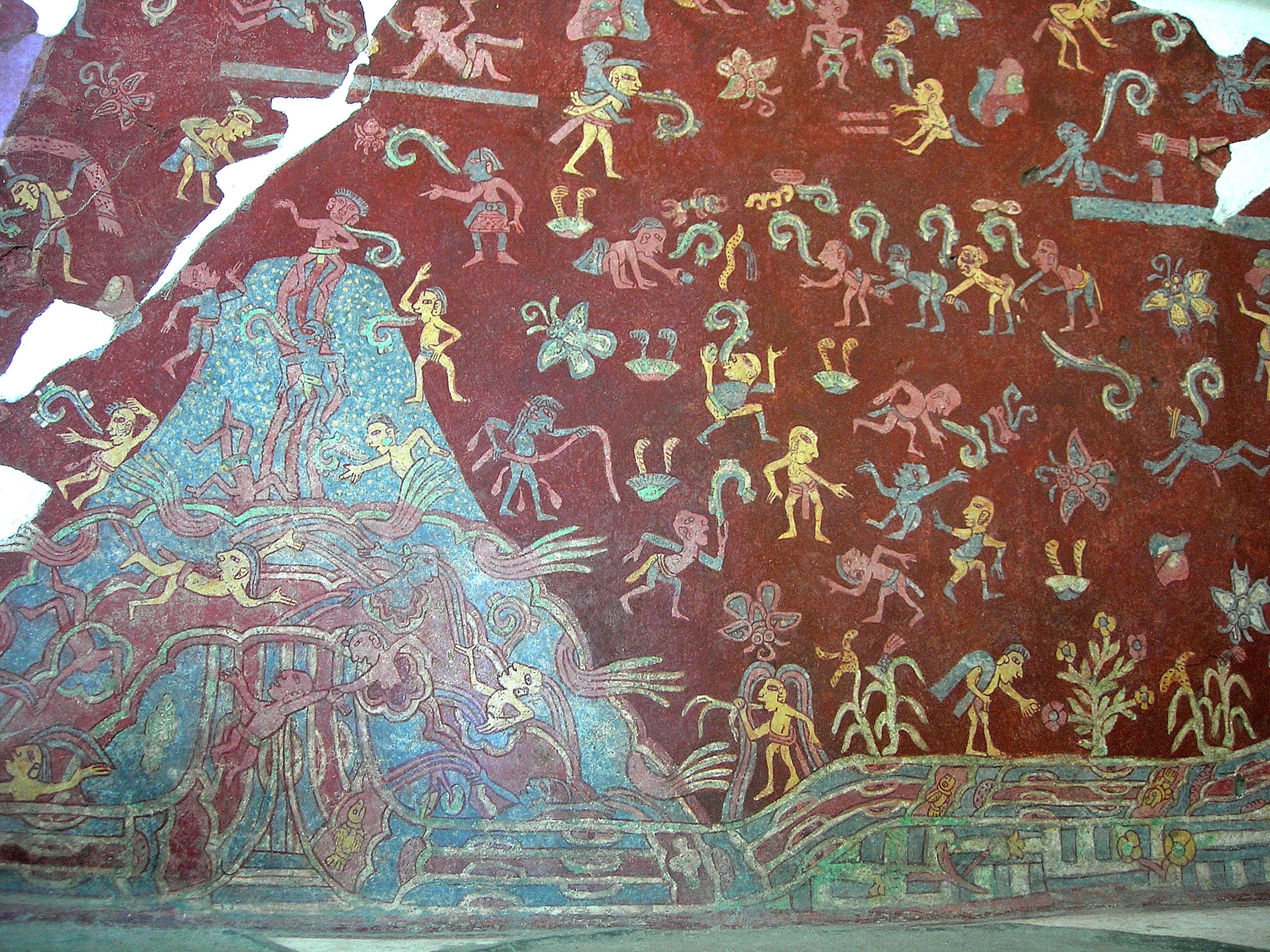
Uma parte do mural real do complexo de Tepantitla que aparece sob o retrato da Grande Deusa.

## Domínio
Em muitos murais, a divindade é mostrada com muitos dos aracnídeos correndo ao fundo, em suas roupas ou pendurados em seus braços. Ela é frequentemente vista com escudos decorados com teias de aranha, sugerindo ainda mais sua relação com a guerra. A divindade é frequentemente mostrada em ambientes paradisíacos, dando presentes. Por exemplo, o mural de Tepantitla mostra líquido pingando de suas mãos enquanto, no quadro sob seu retrato, mortais nadam, jogam bola e dançam (veja a foto à direita). Esta aparente gentileza contrasta com divindades astecas semelhantes posteriores, como Cihuacoatl, que frequentemente tem um aspecto guerreiro. Este contraste, de acordo com Esther Pasztory, uma arqueóloga que há muito estuda Teotihuacan, estende-se além das deusas em questão até ao núcleo das próprias culturas teotihuacana e asteca: "Embora não possa provar isto com precisão, sinto que o objetivo asteca era a glória militar. e evitar o colapso do universo, enquanto o objetivo de Teotihuacan parece ter sido a criação do paraíso na terra".
Isto não quer dizer, porém, que a divindade não tenha o seu aspecto mais violento: um fragmento mural, provavelmente de Techinantitla, mostra-a como uma grande boca com dentes, emoldurada por mãos com garras.

## Outras interpretações

### Interpretação de gênero misto
O artigo de Elisa C. Mandell de 2015 desafia a interpretação da Grande Deusa como sendo não apenas feminina, mas também masculina, uma figura de gênero misto. Há uma história de identidade mista de gênero no povo mesoamericano e, considerando que a divindade é de Teotihuacan, não necessariamente os modelos ocidentais se aplicam à figura. Além disso, não há características sexuais explícitas mostradas na divindade, portanto seu sexo não pode ser deduzido.
Há uma história de atributos masculinos e femininos mostrados na mesma figura na arte mesoamericana. A Deidade Maia do Milho pode ser vista como um exemplo disso, conforme postulado por Bassie-Sweet. Considerando a importância do milho, que tem a capacidade de alternar entre os dois sexos biológicos, com o fato de os povos mesoamericanos se considerarem descendentes da planta do milho, esta cultura baseada na natureza permitiria a ambiguidade de sexo e gênero dentro dos povos. Além disso, há evidências de que a Deidade do Milho inspirou as elites maias, independentemente do seu gênero, a usar trajes mistos para honrá-la.
Mandell analisa e reatribui cada elemento incluído na representação das divindades nos murais de Tepantitla e Tetitla, reconsiderando a atribuição de gênero prévia desses elementos. Pasztory faz referência aos três elementos principais da Deusa: o cocar aviário, os zigue-zagues amarelos e vermelhos e a barra nasal. Mandell faz referência a muitas representações de divindades masculinas e femininas onde esses elementos estão incluídos, sugerindo que é impossível determinar qualquer gênero específico a partir do cocar, dos zigue-zagues e da barra do nariz. Mandell então sugere que a mistura desses atributos masculinos e femininos indicam uma mistura de gênero.
De forma mais geral, muitas imagens foram entendidas como representando a Deusa devido à inclusão da água, que também é entendida como um símbolo feminino. Mandell postula que não há nada inerentemente feminino neste líquido. Nos murais de Tepantitla e Tetitla, a água está cheia de sementes e objetos em forma de concha. Líquido com vida marinha pode representar esperma, sugerindo assim uma associação masculina. Uma das razões pelas quais Pasztory afirmou que a Deusa era uma divindade feminina é porque se entendia que ela usava uma vestimenta quechquemitl. O quechquemitl é frequentemente associado a figuras femininas. No entanto, a camisa triangular ou capa tinha múltiplos significados para diferentes pessoas que também mudaram ao longo do tempo, e portanto não pode ser usada como uma simples demarcação do sexo ou gênero de uma figura. Da mesma forma, os enfeites de orelha da divindade foram um fator na decifração dela como feminina. Mandell afirma que não há nenhuma evidência conclusiva para apoiar estes ornamentos como femininos, e sim que este ornamento de orelha em particular foi visto em deuses masculinos e femininos. A saia curta usada pelas figuras do mural de Tepantitla tem sido considerada outro atributo da feminilidade, mas em Teotihuacan era mais comum os homens serem retratados em kilts curtos. As figuras de perfil no mural de Tepantitla carregam pequenas sacolas, que os homens costumam carregar, como pode ser visto nas representações de sacerdotes na arte maia. Mandell afirma que a ambiguidade e a combinação de atributos masculinos e femininos devem ser vistas como uma performance mista de gênero.
Grace T. O. Ray considera que os murais serviam de propaganda para o ideal de sacrifício, em um misto de mitologia teotihuacana e maia, com fins de sustentar o Estado e encorajar os habitantes na continuidade do ciclo de vida e da prosperidade. A representação da divindade de gênero misto em meio a símbolos de fertilidade incentivaria a cooperação dos papéis de gênero entre a população e indicariam a recompensa da harmonia social.

### Outras interpretações dentro da comunidade arqueológica
- Em um artigo de 2006 na Ancient Mesoamerica, Zoltán Paulinyi argumenta que a Grande Deusa ou Mulher Aranha é "altamente especulativa" e seria o resultado da fusão de até seis deuses e deusas não relacionados.[31] Em 2017, Christophe Helmke e Jesper Nielsen também rejeitaram a ideia de uma única "Grande Deusa", afirmando que as figuras representam um amálgama de várias deusas, como a Deusa da Água.[3]
- Linda Schele afirma que o mural principal representa "um governante de Teotihuacan ou a Grande Deusa".[32] Há também a hipótese de que esteja sendo representada a figura do espírito de um falecido no mural palaciano.[3]
- Em seu livro de 2007, The Teotihuacan Trinity, Anna Headrick é cautelosa ao identificar os murais como retratos da Grande Deusa, preferindo o termo "árvore-montanha". Headrick identifica a árvore que brota do cocar como a árvore do mundo mesoamericana.[33]

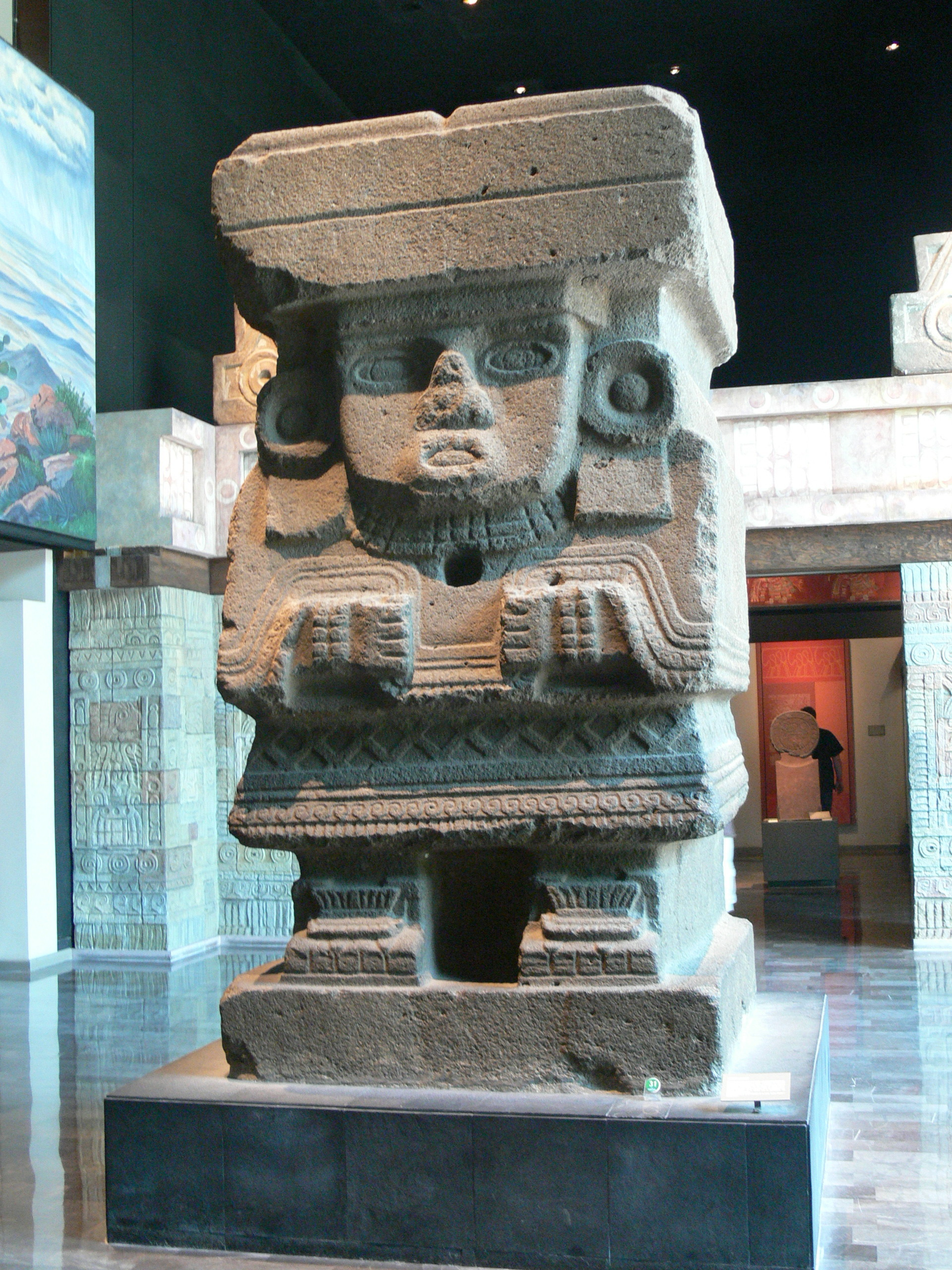
Esta estátua é geralmente identificada como a Grande Deusa e antigamente ficava perto da base da Pirâmide da Lua.